# 생태계 교란
생태계 교란(生態系攪亂)은 외래종이 기존 생태계의 균형에 교란을 일으키는 것을 말한다. 대한민국 정부는 「생물다양성 보전 및 이용에 관한 법률」에 따라 생태계를 교란시키거나 그렇다고 우려될 만한 생물을 관리하고 있다.

## 같이 보기
- 생태계교란야생동·식물